# Kenji Arai
Kenji Arai (japanisch 新井 健二 Arai Kenji; * 19. Mai 1978 in der Präfektur Saitama) ist ein ehemaliger japanischer Fußballspieler.

## Karriere
Arai erlernte das Fußballspielen in der Schulmannschaft der Tokiwa High School und der Universitätsmannschaft der Risshō-Universität. Seinen ersten Vertrag unterschrieb er 2001 bei den Albirex Niigata. Der Verein spielte in der zweithöchsten Liga des Landes, der J2 League. Für den Verein absolvierte er 26 Ligaspiele. Danach spielte er bei den Albirex Niigata (Singapur) (2004–2005), Singapore Armed Forces (2006–2009), Goa (2009–2010), Hougang United (2010) und Home United (2011–2012). Ende 2012 beendete er seine Karriere als Fußballspieler.

## Erfolge
Home United
- Singapore Cup: 2011

Singapore Armed Forces
- Singapore Cup: 2008